# جک رید (سیاستمدار)
جک رید (به انگلیسی: Jack Reed) (زادهٔ ۱۲ نوامبر ۱۹۴۹) سناتور ایالت رود آیلند در سنای ایالات متحده آمریکا است که برای نخستین‌بار در ۳ ژانویه ۱۹۹۷ به‌عضویت این مجلس درآمد. وی در زمرهٔ سناتورهای گروه دوم است که به‌مدت ۴ سال در سنا حضور دارند و تا تاریخ ۳ ژانویه ۲۰۱۵ در این مجلس خواهد بود.